# Stefano Arduini
Stefano Arduini es un lingüista y académico de la traducción italiano.

## Biografía
Graduado en Letras de la Universidad de Bolonia.  PhD en la Universidad de Pisa.  Es Catedrático de Lingüística en la Universidad de Roma Link Campus, en donde dirige la Maestría Profesionales de la Editoria .Enseña Teoría de la traducción en la Universidad de Urbino. Es Presidente de la Fundación Unicampus San Pellegrino,  de Misano Adriatico (RN). Es Senior Advisor del Nida Institute for Biblical Scholarship  y Director adjunto de la  Nida School of Translation Studies. También es  profesor honorario de la  Universidad Mayor de San Marcos en  Lima (Perú) y ha sido  profesor visitante en las universidades de  Alicante y Autónoma de Madrid.

## Investigación
La línea principal de la investigación del Prof. Arduini es el concepto de campo figurativo, entendido como un espacio cognitivo, en donde se sitúan cada una de las figuras retóricas. Para Arduini, hay seis campos figurativos: la metáfora, la metonimia, la sinécdoque, la repetición, la elipsis y la antítesis.
Otra categoría esencial, planteada por Arduini, es la de campo retórico, entendido como un vasto campo de experiencias adquiridas por la sociedad y los individuos: Existen campos retóricos amplios como el de la poesía francesa contemporánea; otros más restringidos como el de la lírica surrealista francesa. En este modo Arduini busca analizar, no solo los amplios contextos culturales, sino también el proceso de recepción de los textos.

## Publicaciones
- Sulla conversazione. Una prospettiva integrata di analisi linguistica, Pesaro, Flaminia, 1988.
- Linguistica e scienze del linguaggio, Pésaro 1989. ISBN 88-85162-00-2.;
- Il ritorno del testo. Note sulla "Gramatica de la lengua castellana" di Elio Antonio de Nebrija, Pesaro, Nobili, 1990.
- Retorica e traduzione, Rimini, Università degli Studi di Urbino 1996.
- (ES) Prolegómenos a una teoría general de las figuras, Murcia, Universidad de Murcia, 2000. ISBN 84-8371-187-7.
- La ragione retorica. Sette studi, Rimini, Guaraldi, 2004. ISBN 88-8049-296-9.
- Manuale di traduzione. Teorie e figure professionali (con Ubaldo Stecconi), Roma, Carocci, 2007. ISBN 978-88-430-3968-5.
- con Robert Hodgson (eds), Similarity and Difference in Translation, Roma- New York, Edizioni di Storia e Letteratura 2007. ISBN 978-88-8498-374-9.
- (a cura di), Metaphors, Roma, Edizioni di Storia e Letteratura 2007. ISBN 978-88-8498-377-0.
- Che cos'è la linguistica cognitiva (con Roberta Fabbri), Roma, Carocci, 2008. ISBN 978-88-430-4716-1.
- Dizionario di retorica, con Matteo Damiani, Covilhã, Livros LabCom, 2010. ISBN 978-989-654-035-7.
- (a cura di) Paradoxes, Roma, Edizioni di Storia e Letteratura 2011. ISBN 978-88-6372-309-0.
- “Translation”, in Andrea Rocci, Louis de Saussure (Rds.) Verbal Communication, Berlin/Boston, De Gruyter 2016: 413-428.

Como editor:
- Traduzione e riscrittura (atti dell'omonimo convegno internazionale tenuto a Misano Adriatico il 17-19 settembre 1992), Rimini, Koiné, 1993.
- (EN) Translation and Rewriting, Rimini, Koiné, 1994.
- (EN) Translating Divine Truth – The Translation of Religious Texts, Rimini, Koiné, 1996.
- (EN) Similarity and difference in translation (atti dell'International conference on similarity and translation tenuta alla Bible House di New York il 31 maggio e 1º giugno 2001; con Robert Hodgson Junior), Rimini, Guaraldi, 2004. ISBN 88-8049-228-4.[1] 2ª ed.: Roma, Edizioni di storia e letteratura, 2007. ISBN 978-88-8498-374-9 (il testo è parzialmente consultabile anche su Google Libri).
- (EN) Metaphors, Roma, Edizioni di storia e letteratura, 2007. ISBN 978-88-8498-377-0.
- Le giornate della traduzione letteraria (interventi presentati alle edizioni dal 2003 al 2007 degli omonimi convegni all'Università degli Studi di Urbino; con Ilide Carmignani), Roma, Iacobelli, 2008.
- Le giornate della traduzione letteraria. Nuovi contributi (interventi presentati alle edizioni 2008 e 2009 degli omonimi convegni all'Università degli Studi di Urbino; con Ilide Carmignani), Roma, Iacobelli, 2010.
- (EN) Paradoxes, Roma, Edizioni di storia e letteratura, 2011. ISBN 978-88-6372-309-0.
- Giornate della traduzione letteraria 2010-2011 (interventi presentati alle edizioni 2010 e 2011 degli omonimi convegni all'Università degli Studi di Urbino; con Ilide Carmignani), Roma, Voland, 2012. ISBN 978-88-6243-131-6.